# Sistema de entrada chino CKC
El Sistema de entrada chino CKC es un método de entrada chino para ordenadores que sirve para codificar caracteres usando el método de cuatro esquinas.
La codificación consta de cuatro números como máximo ('0' - '9') para representar un carácter chino. Todas las posibles formas de las líneas que constituyen un carácter chino, están divididas en diez grupos. Cada uno de los diez números posibles representa un grupo. A continuación, se pueden introducir los caracteres chinos determinando el orden de las líneas según las cuatro esquinas del carácter. La simplicidad de la codificación con diez números capacita a usuarios a introducir caracteres chinos usando sólo un teclado numérico.
Hay complementos tanto para el chino tradicional como para el chino simplificado. No obstante, la idea básica de la codificación es aplicable a ambas lenguas. Es decir, el usuario necesita sólo un curso para entender ambos métodos de entrada y puede aplicar sus competencias tanto a la versión de chino tradicional como de chino simplificado del sistema de entrada de CKC.

## La composición

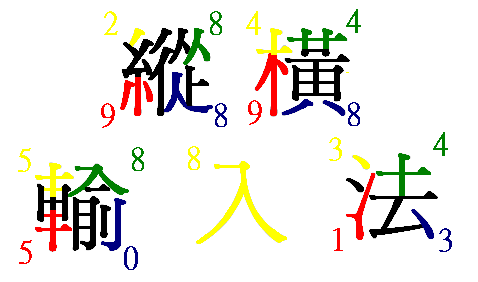
Ejemplo del sistema de entrada chino CKC.

La composición de grupos de líneas y sus correspondientes números de 0 a 9 se puede describir como sigue:
一橫二豎三點捺
叉四插五方塊六
七角八八九是小
撇與左勾都是零
Significación: 1 representa una línea horizontal; 2 representa una línea vertical o diagonal; 3 representa un punto o una línea diagonal de izquierda a derecha; 4 representa dos líneas en forma de cruz; 5 representa tres o más líneas, de las cuales una cruza las demás; 6 representa un cuadrado; 7 representa una línea con curvatura; 8 representa la forma del carácter chino 八 y su variante inversa; 9 representa la forma del carácter chino 小 y su variante inversa, y 0 representa una línea diagonal de derecha a izquierda o una línea con curvatura hacia la izquierda.

## Principio básico de la codificación: un solo carácter
1. Orden de la codificación: Primero, el ángulo superior de la izquierda; después, el ángulo superior de la derecha; a continuación, el ángulo inferior de la izquierda; y por último, el ángulo inferior de la derecha. Ejemplo: el código CKC para el carácter 的 es 0760.
2. Si existen más codificaciones para un solo carácter, es mejor usar la manera que incluye la mayor cantidad de líneas. Ejemplo: el código CKC para el carácter 綜 es 2399 en lugar de 2393.
3. Codifica cada forma sólo UNA VEZ. Ejemplo: el código CKC para el carácter 香 es 06 en lugar de 0066.
4. Si existen más codificaciones para un solo carácter, se prefiere codificar las líneas que estén a la extrema izquierda o a la extrema derecha del carácter. Ejemplo: el código CKC para el carácter 非 es 1111 en lugar de 2222.
5. Las líneas al lado superior del carácter tienen prioridad sobre las que estén más abajo. Ejemplo: el código CKC para el carácter 成 es 5307 en lugar de 7307.

## Disponibilidad del software
Se puede descargar el software desde el sitio web de The CKC Chinese Input System. Es compatible con Microsoft Windows. El software para otros sistemas, como Linux, Palm y Pocket PC, sigue estando en desarrollo.

## WebCKC
También se puede usar el sistema de entrada chino CKC sin necesidad de instalación, es decir, a través de una página web. A través del WebCKC se pueden introducir los caracteres chinos usando el sistema de entrada chino CKC en un ordenador, a condición de que esté conectado a Internet usando el Microsoft Internet Explorer.
El texto introducido se guarda en el sujetadatos y se lo puede pegar en cada aplicación deseada.